# Михайло Семенович Друцький-Болобан
Михайло Семенович Друцький (Болобан) (пом. 30 серпня 1435) — староста кременецький (1430—1432), князь київський (1433—1435).

## Життєпис
Народився в родині князя Семена Дмитровича Друцького.
У 1430 р. був гарантом договору між Свидригайлом та Ягайлом щодо Західного Поділля. Під час Луцької війни 1432 р. захищав Кременець від поляків.
Був активним учасником боротьби між Сигізмундом Кейстутовичем та Свидригайлом Ольгердовичем за Литовський великокнязівський престол. Був прихильником князя Свидригайла.
Після того, як князь Київський Михайло Гольшанський перейшов на бік Сигізмунда, але був схоплений та страчений, Свидригайло призначив Михайла Семеновича своїм намісником у Києві — князем Київським.
30 серпня 1435 року загинув у битві під Вількомиром у якій брав участь на боці Свидригайла.